# Sławomir Borewicz
Porucznik Sławomir Borewicz – postać fikcyjna będąca głównym bohaterem w polskim serialu telewizyjnym 07 zgłoś się, zagrana przez Bronisława Cieślaka.

## Postać

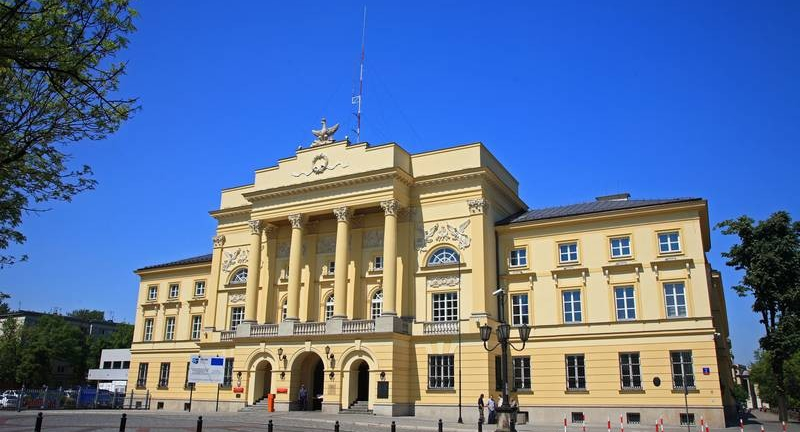
Pałac Mostowskich – siedziba Komendy Stołecznej Milicji, miejsce pracy Borewicza

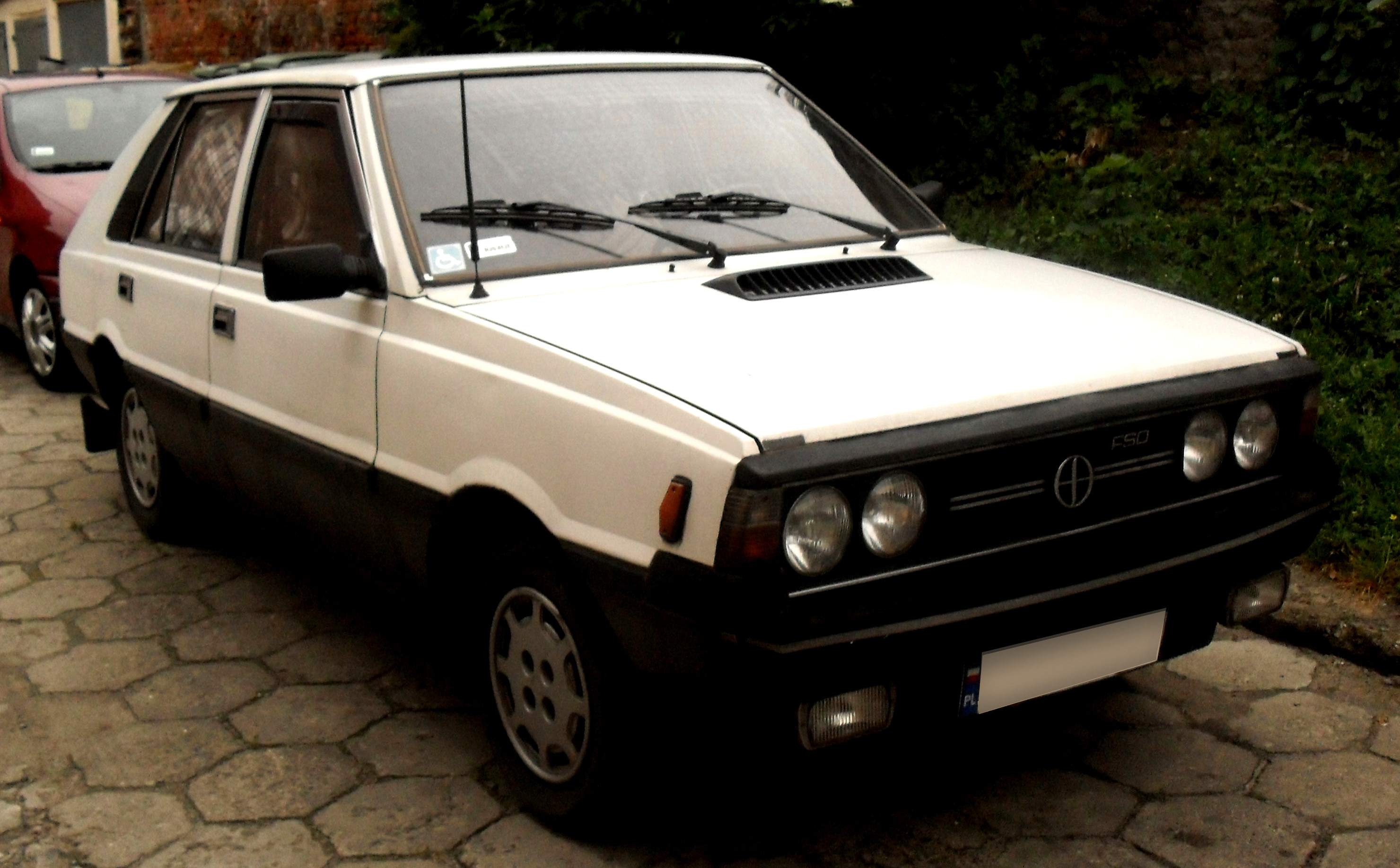
Samochód FSO Polonez w barwie białej, jakim dysponował por. Borewicz

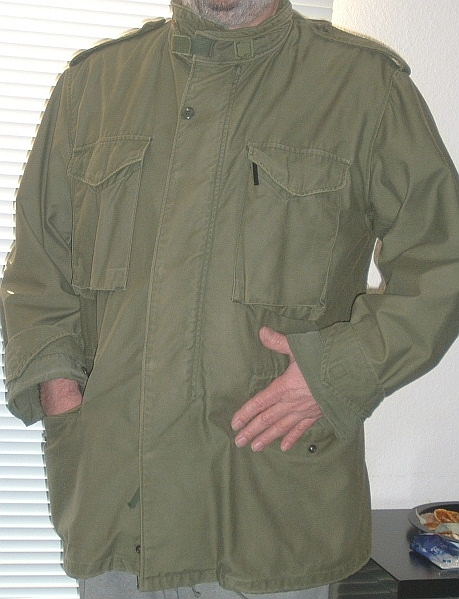
Kurtka M 65 – ubiór Borewicza w późniejszych odcinkach

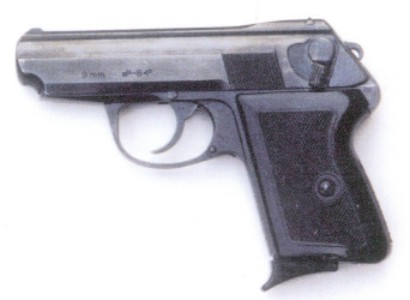
Pistolet P-64, którego Borewicz używał jako broni służbowej we wszystkich odcinkach serialu (z wyjątkiem odcinka 20. pt. Złocisty)

Sławomir Borewicz jest oficerem Milicji Obywatelskiej w stopniu porucznika. Pracuje w Stołecznym Urzędzie Spraw Wewnętrznych w Warszawie, działającym w Pałacu Mostowskich. Jako funkcjonariusz prowadzi sprawy związane z zabójstwami, kradzieżami, kradzieżami z włamaniem, napadami, przemytem, szantażem i sutenerstwem. Fabuła serialu obejmuje lata od roku 1976 do roku 1987 (w sumie 21 odcinków). Borewicz uchodzi za skutecznego śledczego, który zawsze rozwiązuje prowadzone sprawy i doprowadza je do końca – w jednym z epizodów jego przełożony, major Wołczyk (Zdzisław Tobiasz), stwierdził, że ewentualne umorzenie śledztwa byłoby „klapą” i to pierwszą w karierze porucznika.
Według wypowiedzi scenarzysty i reżysera, Krzysztofa Szmagiera, ekipa tworząca serial miała zdecydowanie zamiar odejść od ukazania śledczego milicjanta w znanym dotąd wzorze zachowania na służbie oraz w życiu prywatnym (Szmagier wspomniał o przeczytanym niegdyś wywiadzie z dyrektorem Biura Kryminalnego Komendy Głównej MO, płk. Tadeuszem Rydzykiem, w którym tenże przedstawił sztampowy typ pracy funkcjonariusza). Miało to także za cel odbrązowienie służby milicjantów.
Porucznik odznacza się ponadprzeciętną inteligencją, sprytem, ciętym, często brutalnym językiem oraz błyskotliwą ripostą. Jest odważny, pewny siebie i przebojowy. Potrafi porozumiewać się w języku angielskim (odcinek 8). Rozmówcy odbierają go jako dżentelmena i erudytę. Jest wysportowany i w razie potrzeby świetnie radzi sobie w walce wręcz. Jego przełożony wytykał mu zawadiacką przeszłość, kiedy to miał często brać udział w bójkach, o których wspominał też sam zainteresowany. Dwie przypadkowo poznane kobiety zwróciły uwagę na defekt jego nosa jako skutek bójek, do czego sam Borewicz przyznał się bez zażenowania.
Borewicz cieszy się powodzeniem u kobiet. Łatwo nawiązuje z nimi kontakt – niezależnie od okoliczności są to zarówno kobiety poznane przypadkowo, jak i przesłuchiwane w sprawach. W obu przypadkach bez zahamowań potrafi bezpośrednio wyrazić kobietom swoją opinię na temat ich urody. Często ogląda się za przechodzącymi kobietami. Wśród współpracowników znany jest jako podrywacz, przy tym również kobiet zatrudnionych w komendzie milicji. Jedna z kobiet mówi o nim: „milicjant filozof o wrażliwości dziecka i duszy poety”. Borewicz swobodnie spotyka się z kobietami, zapraszając je także do swojego mieszkania. Zdarza się, że utrzymuje kontakty jednocześnie z kilkoma – w odcinku 18 dochodzi do sytuacji, gdy aktualna partnerka Borewicza zastaje go w łóżku z inną kochanką. W odcinku 19 romansuje podczas służby z pilotką śmigłowca milicyjnego (według zapowiedzi Krzysztofa Szmagiera z 1987: na wysokości 4 tys. metrów). Potrafi być zalotny nawet wobec żony porucznika Jaszczuka (Jerzy Rogalski) w jego obecności. Ponadto dobrze orientuje się w półświatku prostytutek.
Z odcinków serialu można uzyskać informacje o prywatnym życiu Borewicza i przeszłości, w tym rodzinnej. Urodził się tuż przed II wojną światową (tj. przed 1939), jego matka zmarła przy porodzie, zaś ojciec – działacz PPS i wykładowca prawa karnego dla milicjantów – został zastrzelony. W 1947 Borewicz przez pół roku przebywał w domu dziecka, a następnie wychowywała go babcia (w odróżnieniu od jej zięcia – czyli ojca Borewicza, którego nie akceptowała, unzając go za „zdrajcę klasy robotniczej” – była działaczką KPP), która w 1947 powróciła z Syberii, gdzie rąbała drzewo za kręgiem polarnym. W 1981 babcia miała 83 lata, a w odcinku 17 (1984) porucznik wyznaje, że babcia przebywa w szpitalu w Górze Kalwarii i już go nie poznaje. Borewicz uczył się w warszawskim gimnazjum „Batorego”. Ukończył studia prawnicze. Według swojego oświadczenia jest bezpartyjny. Przed pracą w milicji przebywał na placówce dyplomatycznej w Wielkiej Brytanii (Londyn). W odcinku 1 przyznaje, że „bawił się tam w handel zagraniczny”.
Prywatnie deklaruje się jako niewierzący, ale został ochrzczony. Był żonaty z Joanną (Izabela Trojanowska) i wiążąc się z nią, zawarł także ślub kościelny (jak tłumaczy: „żona była wierząca i dostała zezwolenie na ślub z niewierzącym”). Ich małżeństwo zakończyło się rozwodem, kiedy para przebywała w Londynie. Joanna związała się z majętnym Libańczykiem, z którym następnie wyjechała do Libanu. Borewicz mówi o sobie w tym kontekście, iż jest „porzucony”. Po ich rozejściu była żona zachowała nazwisko Borewicz. W odcinku 12 odwiedza ona Warszawę, zaś chcąc odświeżyć kontakt, spotyka się z byłym mężem i zaprasza go do pokoju hotelowego. Oboje nie posiadają dzieci z małżeństwa, jednak podczas spotkania okazuje się, że Joanna była w ciąży, którą usunęła (przypuszczalnie z Borewiczem, gdyż nie ujawniła wyraźnie, kto mógł być ojcem). Z perspektywy czasu Borewicz wyraża własną opinię o zawarciu małżeństwa mówiąc, iż „można to zrobić tylko raz w życiu”.
W odcinku 13 Borewicz podaje swój adres zamieszkania w Warszawie: aleja Sobieskiego 70 m. 59. Jest człowiekiem nowoczesnym, jednak w wąskich socjalistycznych ramach. Ubiera się modnie (np. nosi polską kopię amerykańskiej kurtki wojskowej M 65, koszulkę firmy Puma), używa kosmetyków Old Spice. Pali papierosy i pije alkohol, aczkolwiek stanowczo odmawia, jeśli kieruje pojazdem. Podczas wyjazdu służbowego goli się w aucie przenośną maszynką elektryczną.
Przełożony Borewicza, major Wołczyk jest z nim spoufalony, zna jego przeszłość i często prześwietla jego zachowanie (np. względem kobiet). Zwraca się do niego imiennie „Sławek”, zaś Borewicz zwraca się do tego przełożonego per „towarzyszu majorze” względnie „obywatelu majorze”. Po imieniu mówi do Borewicza także sierżant Ewa Olszańska (Ewa Kuzyk-Florczak) – oboje są ze sobą jeszcze bardziej spoufaleni (w odcinku 15 Borewicz odnosi się do niej nawet „Ty jędzo”, a w odcinku 17 mówi „Ty chyba jakiegoś pierdolca dostałaś”). Natomiast kontakty z porucznikiem Zubkiem (Zdzisław Kozień) – mimo iż jest to jego służbowo najbliższy współpracownik – ograniczają się do zdystansowanej formy „pan”. Relacje Borewicza z następcą Zubka, porucznikiem Jaszczukiem, są najmocniej zdystansowane – obaj wyraźnie nie przystają do siebie, dodatkowo darzą się nawzajem złośliwymi uwagami.
W trakcie pracy porucznik Borewicz porusza się różnymi pojazdami służbowymi. W początkowych odcinkach jest to brązowy Polski Fiat 125p (nr rejestracyjny 8807 WS, potem GP-69-37). W późniejszych odcinkach jest to biały FSO Polonez (nr rej. WAE 2263, rej. WUF 2915, w odc. 20-21 nr rej. WAX 8883). Ponadto w odcinku 8 podróżuje z Warszawy do Gdyni milicyjnym nieoznakowanym czarnym pojazdem marki Mercedes-Benz W115 (nr rej. WR 4587, aczkolwiek w kilka scen później jest już inny nr rej. WAS 3655 – stanowi to realizacyjny błąd filmowców).
W serialu pojawiają się niuanse nawiązujące do zainteresowań Borewicza, w tym także literaturą. W odcinku 3 bohater czyta w języku angielskim książkę pt. The taking of Pelham 123 autorstwa Johna Godeya (pseudonim artystyczny Mortona Freedgooda), na podstawie której powstał film Metro strachu (2009) w reżyserii Tony'ego Scotta. W odcinku 8 podczas kilkugodzinnej podróży autem czyta powieść autorstwa Romaina Rollanda pt. Colas Breugnon (1919). Borewicz orientuje się również w muzyce popularnej: w odcinku 12 deklamuje fragment tekstu utworu Marka Grechuty pt. „Gaj”, jednakże popełnia przy tym błędy w cytacie.
W serialu można zauważyć odniesienia do innych bohaterów z popularnych amerykańskich kryminalnych seriali telewizyjnych z lat 70. W odcinku 15 jest mowa o tym, że w środowisku prostytutek Borewicz ma przydomek „Polski Columbo”, zaś w ostatnich odcinkach w gabinecie porucznika wisi plakat z Tellym Savalasem, odtwórcą roli porucznika Kojaka.

## Popularność
W plebiscycie tygodnika „Antena” ogłoszonym w połowie 1984 z okazji 20-lecia polskiego filmu telewizyjnego postać Sławomira Borewicza zajęła piąte miejsce w głosowaniu na najpopularniejszego bohatera filmu telewizyjnego.

## Nawiązania
- Porucznik Borewicz został przez twórców wykreowany jako kolejny polski, socjalistyczny superbohater, obok takich postaci jak: czołgiści (Czterech pancernych i pies), Hans Kloss (Stawka większa niż życie), kapitan Żbik, redaktor Maj (Życie na gorąco).
- W filmie kryminalnym Wściekły z 1979 Bronisław Cieślak wcielił się w rolę kapitana Bogdana Zawady z Komendy Głównej MO, co stanowiło analogię do postaci porucznika Borewicza.
- W końcowych scenach filmu Latające machiny kontra Pan Samochodzik z 1991 pojawia postać porucznika Borewicza, w którą wcielił się Bronisław Cieślak. Mija go idąca grupa więźniów, z których jeden rozpoznaje bohatera i mówi: "Porucznik Borewicz". Wówczas poprawia go prowadząca skazanych Zofia (Krystyna Feldman) oznajmiając: "Komisarz Borewicz. Został zweryfikowany."
- Aktor Bronisław Cieślak po wielu latach wcielił się w podobną postać w innym serialu – Malanowski i Partnerzy (2009-2016), w którym wcielił się w postać Bronisława Malanowskiego, szefa warszawskiego biura detektywistycznego.
- W serialu The Walking Dead (od 2010), Merle pyta Ricka: "Who the hell are you?", na co mężczyzna odpowiada "Officer Friendly". W polskiej wersji językowej Merle wypowiada kwestię: "Ktoś ty?", na co Rick odpowiada "Porucznik Borewicz".
- W 126. odcinku serialu Blok Ekipa udający policjanta Wojtas zatrzymując Cieślaka do kontroli drogowej przedstawia się nazwiskiem "st. post. Wojtas Borewicz"[12].